# Туношна (село)
Туношна — село в Ярославском районе Ярославской области России.
В рамках организации местного самоуправления является административным центром Туношенского сельского поселения; в рамках административно-территориального устройства включается в Туношенский сельский округ.

## География
Расположено на правом берегу реки Волга, при впадении в неё Туношонки, в 6 км от юго-западной границы города Ярославль.
На северо-востоке село примыкает к международному аэропорту Туношна (Ярославль).

## История
Время сооружения церкви села Туношны относятся к 1781 году. Престолов в ней было три: Рождества Пресвятой Богородицы, Св. вмч. Екатерины и Св. и чуд. Николая.
В конце XIX — начале XX село входило в состав Бурмакинской волости Ярославского уезда Ярославской губернии. В 1883 году в селе было 82 двора.
С 1929 года село являлось центром Туношенского сельсовета Ярославского района, с 2005 года — центр Туношенского сельского поселения.

## Население
| 1859 | 1883 | 1914 | 2002  | 2007  | 2010  |
| ---- | ---- | ---- | ----- | ----- | ----- |
| 396  | ↗464 | ↗787 | ↗3219 | ↘3178 | ↘1622 |

## Инфраструктура
Амбулатория (филиал Ярославской центральной районной больницы)

## Достопримечательности
В селе расположена действующая Церковь Рождества Пресвятой Богородицы (1781).

## Памятники
- Воинам-землякам, погибшим во время Великой Отечественной войны[13].